# Matt Murphy (bluesový kytarista)
Matt „Guitar“ Murphy (29. prosince 1929 Sunflower, Mississippi, USA – 15. června 2018) byl americký bluesový kytarista. V roce 1980 hrál ve filmu The Blues Brothers a i v jeho pokračování Blues Brothers 2000 z roku 1998. V roce 2012 byl uveden do Blues Hall of Fame. Jeho bratr Floyd Murphy byl také hudebník.

## Diskografie
- Way Down South (1990)
- Blues Don't Bother Me (1996)
- Lucky Charm (2000)